# Vabre
Pour les articles homonymes, voir Vabre (homonymie) et Vabres.
Vabre est une commune française située dans l'est du département du Tarn, en région Occitanie. Sur le plan historique et culturel, la commune est dans le Lacaunais, un ensemble de plateaux où l'élevage de brebis laitières est prépondérant.
Le village se dit "Village des Justes" et il existe un  un livre s'appelant comme ceci.
Exposée à un climat océanique altéré, elle est drainée par l'Agout, le Gijou, le Berlou, le Rieu de l'Aze, le ruisseau du Robert et par divers autres petits cours d'eau. Incluse dans le parc naturel régional du Haut-Languedoc, la commune possède un patrimoine naturel remarquable : un site Natura 2000 (Les « vallées du Tarn, de l'Aveyron, du Viaur, de l'Agout et du Gijou ») et deux zones naturelles d'intérêt écologique, faunistique et floristique.
Vabre est une commune rurale qui compte 716 habitants en 2022, après avoir connu un pic de population de 2 726 habitants en 1851.  Ses habitants sont appelés les Vabrais ou  Vabraises.

## Géographie

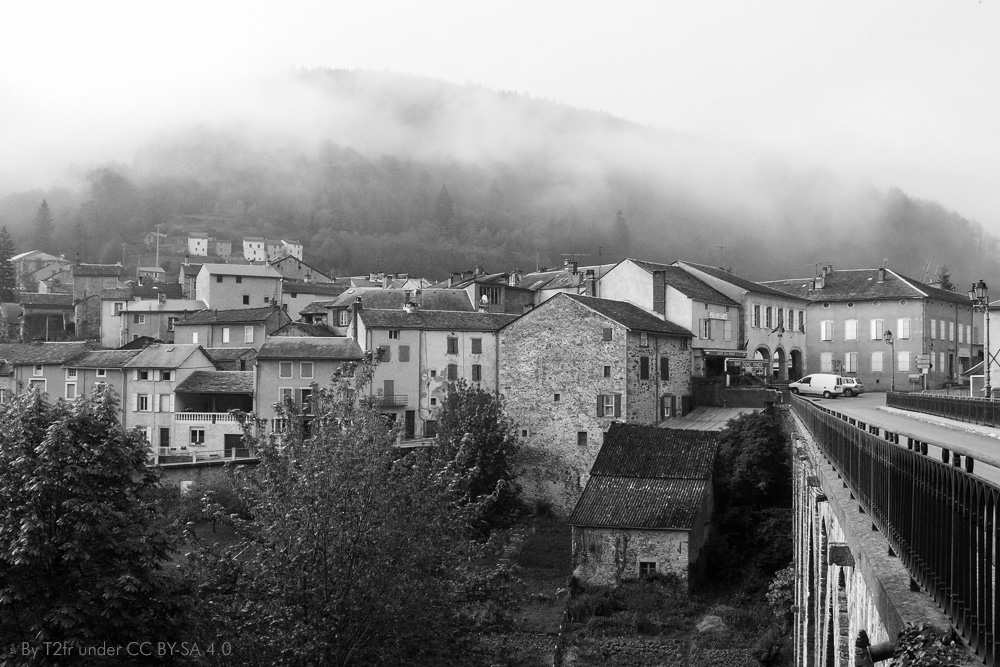
Centre du village de Vabre.

### Localisation
Vabre se trouve dans l'est du département du Tarn. Enclavé dans les monts de Lacaune, Vabre est un bourg traversé par le Gijou, rivière de montagne qui se jette dans l'Agout.

### Communes limitrophes
Les communes limitrophes sont  Fontrieu, Lacaze, Lacrouzette, Le Bez, Montredon-Labessonnié et Saint-Pierre-de-Trivisy.
|                       | Saint-Pierre-de-Trivisy |          |
| Montredon-Labessonnié | Vabre                   | Lacaze   |
| Lacrouzette           | Le Bez (sur 100 m)      | Fontrieu |

### Voies de communication et transports
Enclavée, ses accès souvent bloqués par la neige, avant que ne se développe le réseau routier, Vabre fut longtemps desservie par un tortillard, petit train des Chemins de fer départementaux du Tarn qui reliait Castres à Murat. Trains, chemin de fer et gares ont aujourd'hui complètement disparu. L'explorateur et conférencier Albert Mahuzier lui a consacré un film, Le Tortillard, en 1943.

### Hydrographie
La commune est dans le bassin de la Garonne, au sein du bassin hydrographique Adour-Garonne. Elle est drainée par l'Agout, le Gijou, le Bertou, le Rieu de l'Aze, le ruisseau du Robert, le ruisseau de Bézergues, le ruisseau de l'Usclade, le ruisseau de Vergue, le ruisseau du Robert, le ruisseau du Vialou et par divers petits cours d'eau, qui constituent un réseau hydrographique de 40 km de longueur totale,.
L'Agout, d'une longueur totale de 194,4 km, prend sa source dans la commune de Cambon-et-Salvergues et s'écoule d'est en ouest. Il traverse la commune et se jette dans le Tarn à Saint-Sulpice-la-Pointe, après avoir traversé 35 communes.

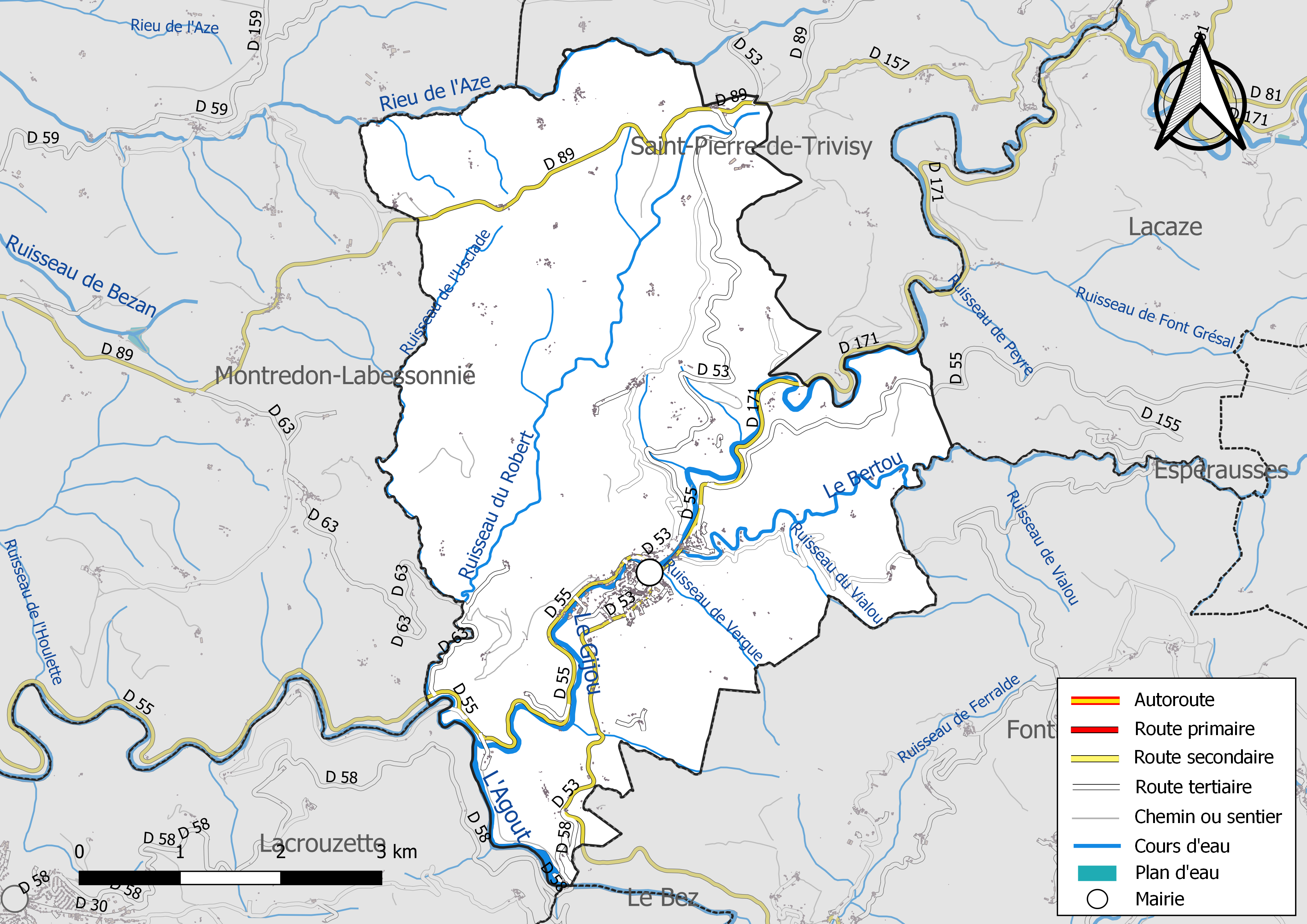
Réseaux hydrographique et routier de Vabre.

Le Gijou, d'une longueur totale de 50 km, prend sa source dans la commune de Lacaune et s'écoule d'est en ouest. Il traverse la commune et se jette dans l'Agout sur le territoire communal, après avoir traversé 6 communes.
Le Bertou, d'une longueur totale de 20,8 km, prend sa source dans la commune de Gijounet et s'écoule d'est en ouest. Il traverse la commune et se jette dans le Gijou sur le territoire communal, après avoir traversé 6 communes.
Le Rieu de l'Aze, d'une longueur totale de 15,1 km, prend sa source dans la commune de Saint-Pierre-de-Trivisy et s'écoule d'est en ouest. Il traverse la commune et se jette dans le Dadou à Arifat, après avoir traversé 5 communes.

### Climat
Pour des articles plus généraux, voir Climat de l'Occitanie et Climat du Tarn.
En 2010, le climat de la commune est de type climat océanique altéré, selon une étude du Centre national de la recherche scientifique s'appuyant sur une série de données couvrant la période 1971-2000. En 2020, Météo-France publie une typologie des climats de la France métropolitaine dans laquelle la commune est toujours exposée à un climat océanique altéré et est dans la région climatique Aquitaine, Gascogne, caractérisée par une pluviométrie abondante au printemps, modérée en automne, un faible ensoleillement au printemps, un été chaud (19,5 °C), des vents faibles, des brouillards fréquents en automne et en hiver et des orages fréquents en été (15 à 20 jours).
Pour la période 1971-2000, la température annuelle moyenne est de 12,4 °C, avec une amplitude thermique annuelle de 16,6 °C. Le cumul annuel moyen de précipitations est de 1 174 mm, avec 11,9 jours de précipitations en janvier et 5,7 jours en juillet. Pour la période 1991-2020, la température moyenne annuelle observée sur la station météorologique de Météo-France la plus proche, « Montredon-Labessonnié », sur la commune de Montredon-Labessonnié à 9 km à vol d'oiseau, est de 12,1 °C et le cumul annuel moyen de précipitations est de 1 133,8 mm. 
La température maximale relevée sur cette station est de 39,6 °C, atteinte le 21 juillet 1989 ; la température minimale est de −15,6 °C, atteinte le 12 janvier 1987,,.
Les paramètres climatiques de la commune ont été estimés pour le milieu du siècle (2041-2070) selon différents scénarios d'émission de gaz à effet de serre à partir des nouvelles projections climatiques de référence DRIAS-2020. Ils sont consultables sur un site dédié publié par Météo-France en novembre 2022.

### Milieux naturels et biodiversité

#### Espaces protégés
La protection réglementaire est le mode d’intervention le plus fort pour préserver des espaces naturels remarquables et leur biodiversité associée,.
La commune fait partie du parc naturel régional du Haut-Languedoc, créé en 1973 et d'une superficie de 307 184 ha, qui s'étend sur 118 communes et deux départements. Implanté de part et d’autre de la ligne de partage des eaux entre Océan Atlantique et mer Méditerranée, ce territoire est un véritable balcon dominant les plaines viticoles du Languedoc et les étendues céréalières du Lauragais,

#### Réseau Natura 2000

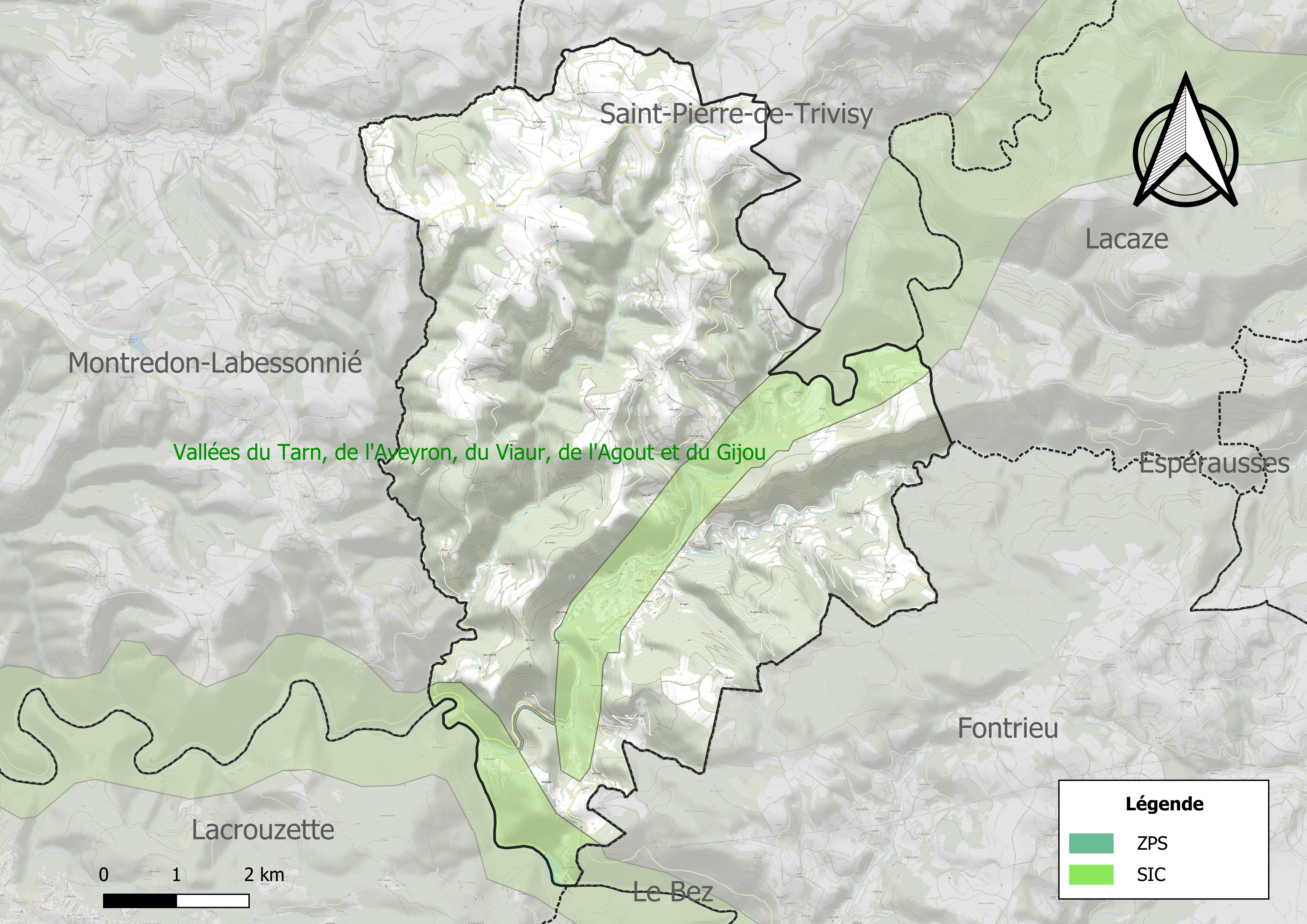
Site Natura 2000 sur le territoire communal.

Le réseau Natura 2000 est un réseau écologique européen de sites naturels d'intérêt écologique élaboré à partir des directives habitats et oiseaux, constitué de zones spéciales de conservation (ZSC) et de zones de protection spéciale (ZPS).
Un site Natura 2000 a été défini sur la commune au titre de la directive habitats : Les « vallées du Tarn, de l'Aveyron, du Viaur, de l'Agout et du Gijou », d'une superficie de 17 144 ha, s'étendant sur 136 communes dont 41 dans l'Aveyron, 8 en Haute-Garonne, 50 dans le Tarn et 37 dans le Tarn-et-Garonne. Elles présentent une très grande diversité d'habitats et d'espèces dans ce vaste réseau de cours d'eau et de gorges. La présence de la Loutre d'Europe et de la moule perlière d'eau douce est également d'un intérêt majeur.

#### Zones naturelles d'intérêt écologique, faunistique et floristique
L’inventaire des zones naturelles d'intérêt écologique, faunistique et floristique (ZNIEFF) a pour objectif de réaliser une couverture des zones les plus intéressantes sur le plan écologique, essentiellement dans la perspective d’améliorer la connaissance du patrimoine naturel national et de fournir aux différents décideurs un outil d’aide à la prise en compte de l’environnement dans l’aménagement du territoire.
Une ZNIEFF de type 1 est recensée sur la commune :
la « vallée du Gijou de Lacaze à Bézergues et vallée de l'Agoût de Bézergues à la Vergne » (6 257 ha), couvrant 7 communes du département et une ZNIEFF de type 2, : 
la « vallée de l'Agoût de Brassac à Burlats et vallée du Gijou » (15 868 ha), couvrant 17 communes du département.

Carte des ZNIEFF de type 1 et 2 à Vabre.
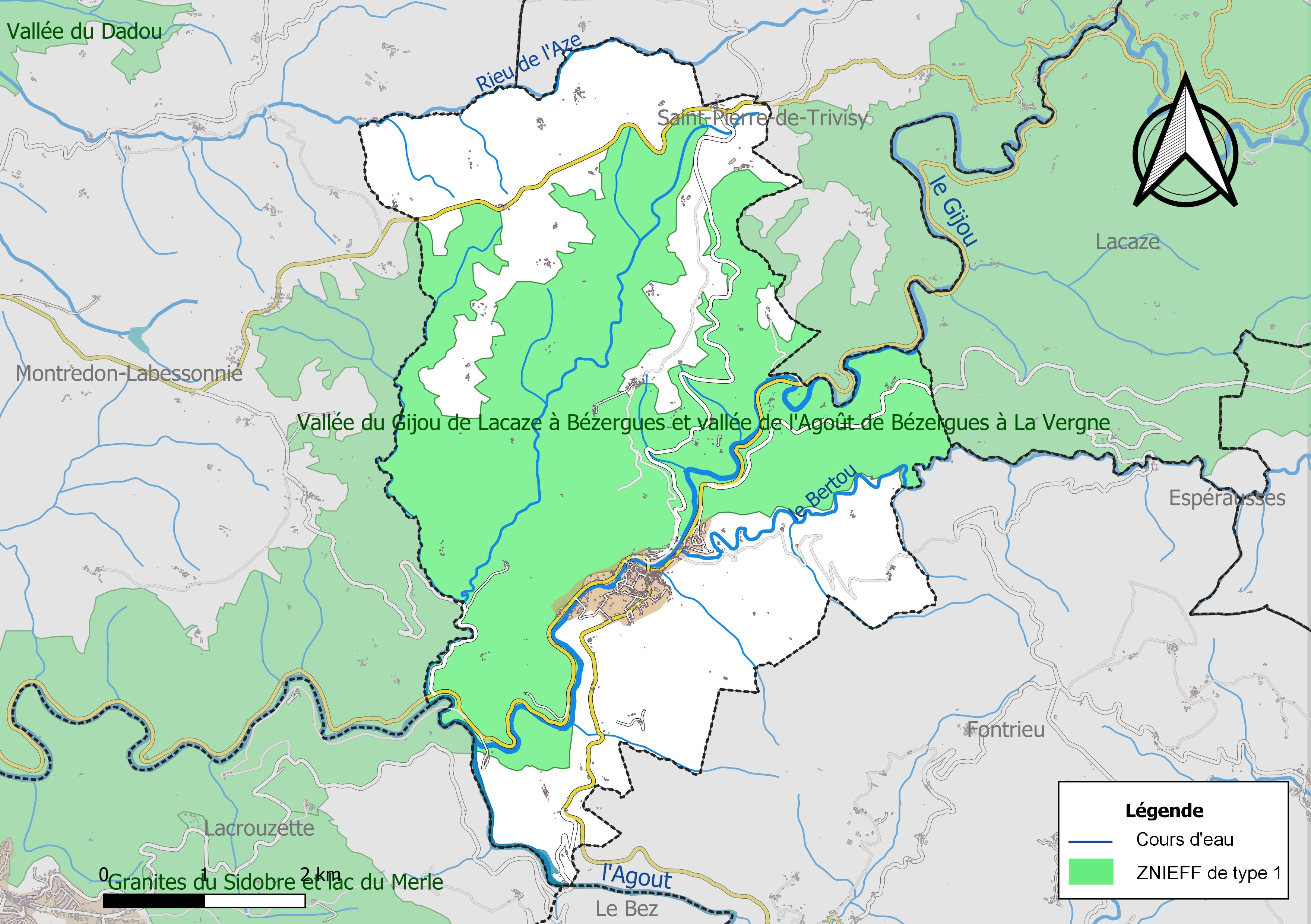
Carte de la ZNIEFF de type 1 sur la commune.
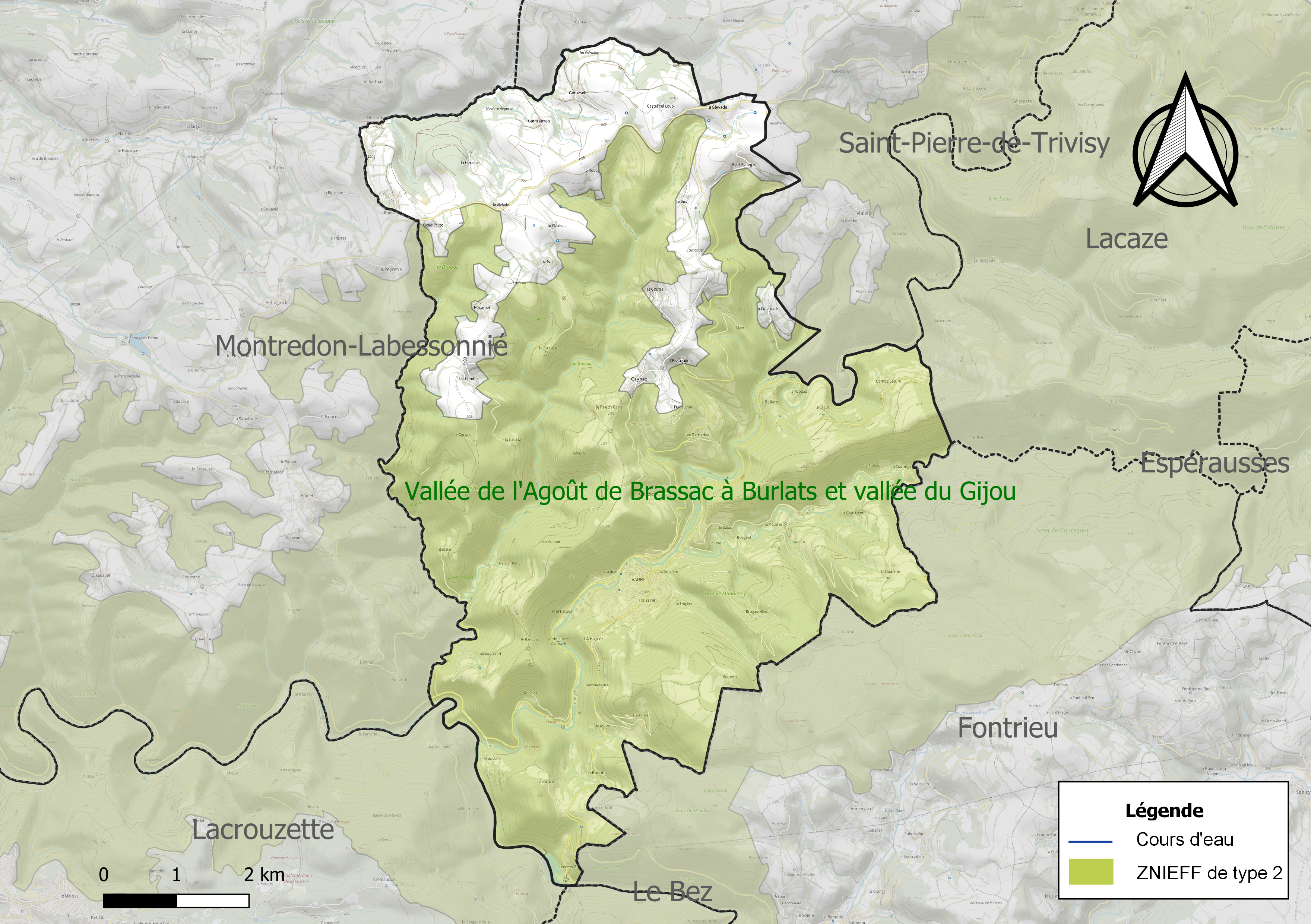
Carte de la ZNIEFF de type 2 sur la commune.

## Urbanisme

### Typologie
Au 1er janvier 2024, Vabre est catégorisée commune rurale à habitat dispersé, selon la nouvelle grille communale de densité à sept niveaux définie par l'Insee en 2022.
Elle est située hors unité urbaine et hors attraction des villes,.

### Occupation des sols
L'occupation des sols de la commune, telle qu'elle ressort de la base de données européenne d’occupation biophysique des sols Corine Land Cover (CLC), est marquée par l'importance des forêts et milieux semi-naturels (62,9 % en 2018), en diminution par rapport à 1990 (64,3 %). La répartition détaillée en 2018 est la suivante : 
forêts (60,3 %), zones agricoles hétérogènes (20,8 %), prairies (14 %), milieux à végétation arbustive et/ou herbacée (2,6 %), zones urbanisées (2,3 %). L'évolution de l’occupation des sols de la commune et de ses infrastructures peut être observée sur les différentes représentations cartographiques du territoire : la carte de Cassini (XVIIIe siècle), la carte d'état-major (1820-1866) et les cartes ou photos aériennes de l'IGN pour la période actuelle (1950 à aujourd'hui).

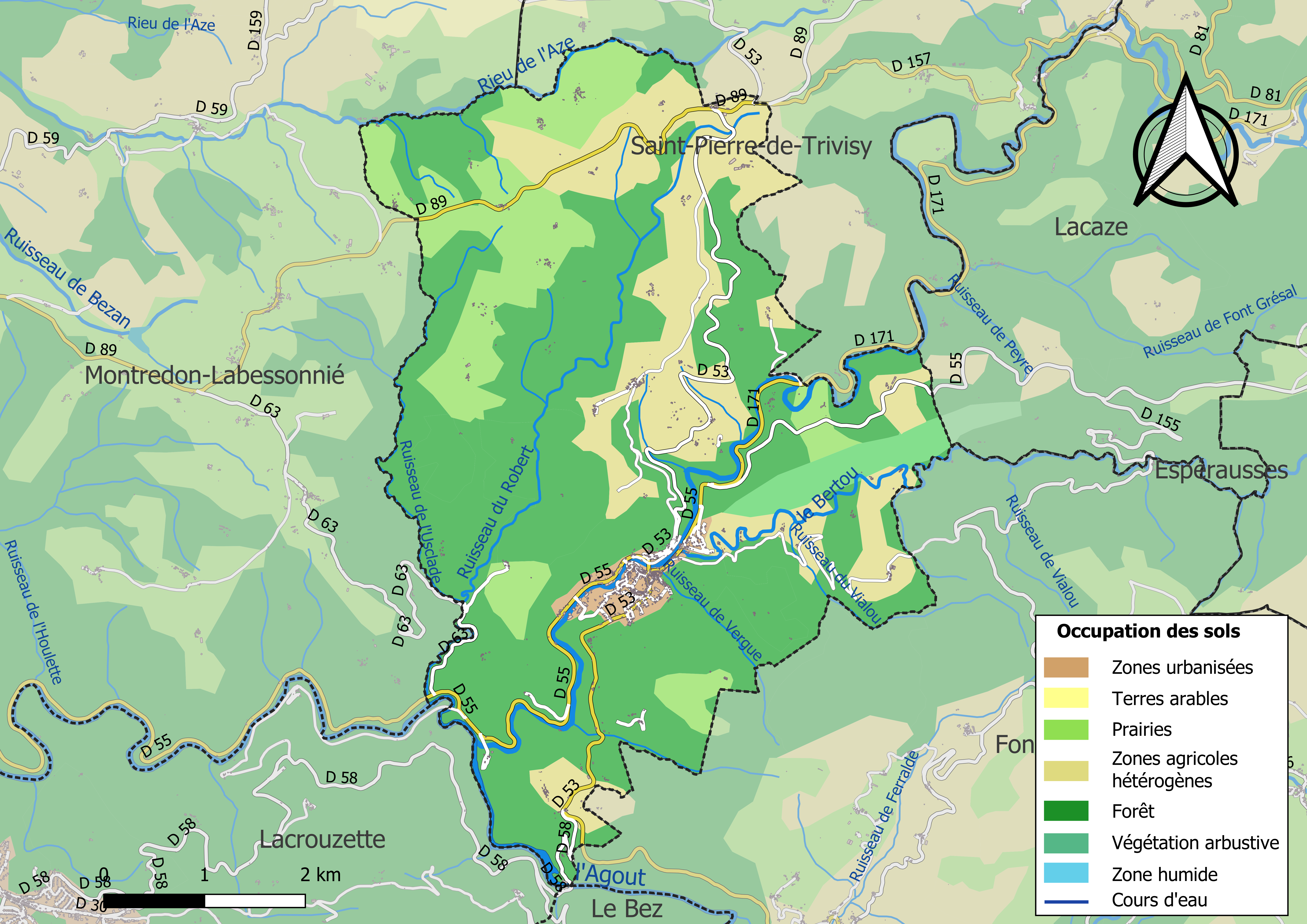
Carte des infrastructures et de l'occupation des sols de la commune en 2018 (CLC).

### Risques majeurs
Le territoire de la commune de Vabre est vulnérable à différents aléas naturels : météorologiques (tempête, orage, neige, grand froid, canicule ou sécheresse), inondations, feux de forêts, mouvements de terrains et séisme (sismicité très faible). Il est également exposé à deux risques technologiques,  le transport de matières dangereuses et la rupture d'un barrage, et à un risque particulier : le risque de radon. Un site publié par le BRGM permet d'évaluer simplement et rapidement les risques d'un bien localisé soit par son adresse soit par le numéro de sa parcelle.

#### Risques naturels
Certaines parties du territoire communal sont susceptibles d’être affectées par le risque d’inondation par débordement de cours d'eau, notamment l'Agout, le Gijou, le Bertou et le Rieu de l'Azé. La cartographie des zones inondables en ex-Midi-Pyrénées réalisée dans le cadre du XIe Contrat de plan État-région, visant à informer les citoyens et les décideurs sur le risque d’inondation, est accessible sur le site de la DREAL Occitanie. La commune a été reconnue en état de catastrophe naturelle au titre des dommages causés par les inondations et coulées de boue survenues en 1982, 1995, 2003 et 2021,.
Vabre est exposée au risque de feu de forêt du fait de la présence sur son territoire . En 2022, il n'existe pas de Plan de Prévention des Risques incendie de forêt (PPRif). Le débroussaillement aux abords des maisons constitue l’une des meilleures protections pour les particuliers contre le feu,.

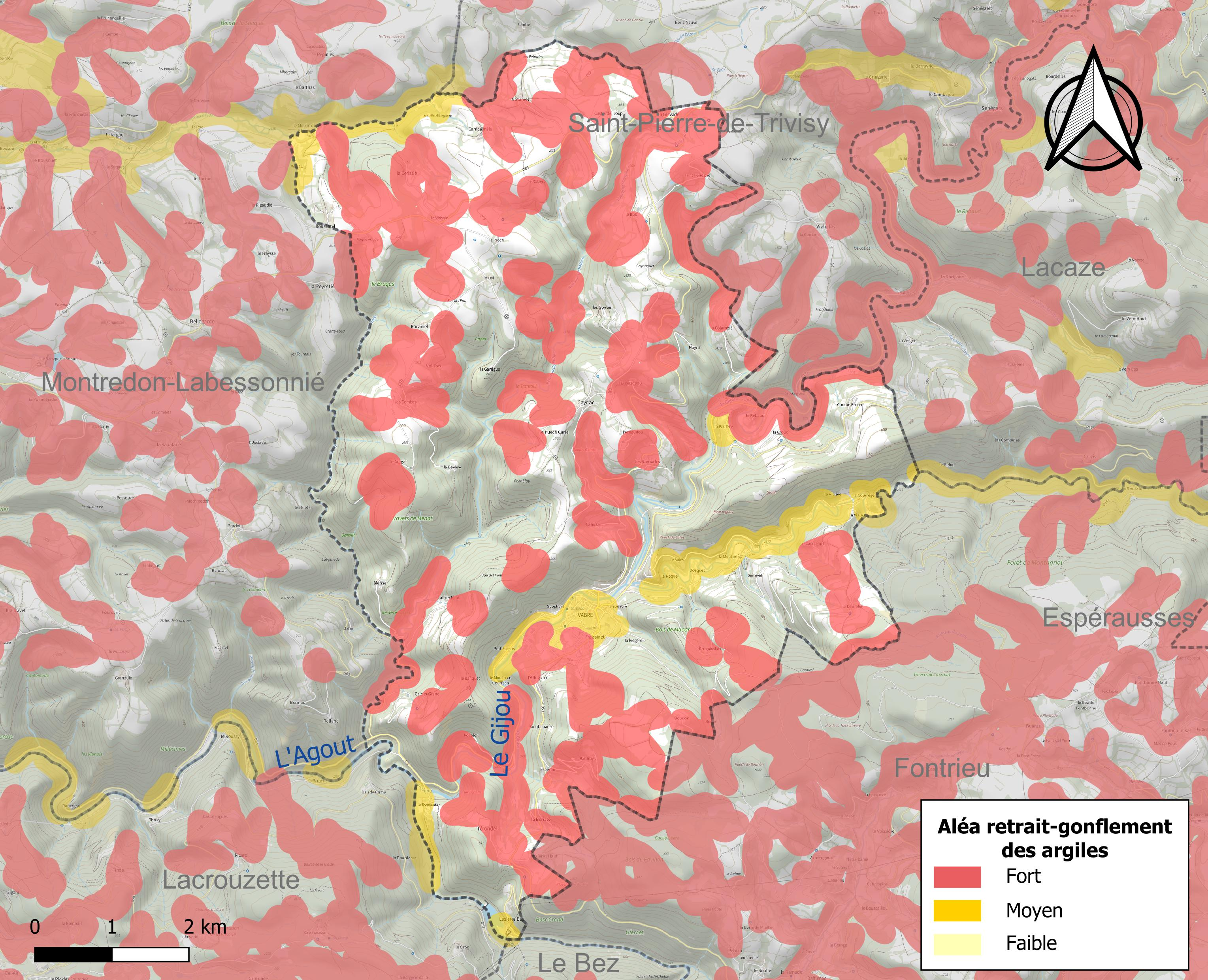
Carte des zones d'aléa retrait-gonflement des sols argileux de Vabre.

La commune est vulnérable au risque de mouvements de terrains constitué principalement du retrait-gonflement des sols argileux. Cet aléa est susceptible d'engendrer des dommages importants aux bâtiments en cas d’alternance de périodes de sécheresse et de pluie. 45,9 % de la superficie communale est en aléa moyen ou fort (76,3 % au niveau départemental et 48,5 % au niveau national). Sur les 607 bâtiments dénombrés sur la commune en 2019, 442 sont en aléa moyen ou fort, soit 73 %, à comparer aux 90 % au niveau départemental et 54 % au niveau national. Une cartographie de l'exposition du territoire national au retrait gonflement des sols argileux est disponible sur le site du BRGM,.
Par ailleurs, afin de mieux appréhender le risque d’affaissement de terrain, l'inventaire national des cavités souterraines permet de localiser celles situées sur la commune.

#### Risques technologiques
Le risque de transport de matières dangereuses sur la commune est lié à sa traversée par des infrastructures routières ou ferroviaires importantes ou la présence d'une canalisation de transport d'hydrocarbures. Un accident se produisant sur de telles infrastructures est susceptible d’avoir des effets graves sur les biens, les personnes ou l'environnement, selon la nature du matériau transporté. Des dispositions d’urbanisme peuvent être préconisées en conséquence.
La commune est en outre située en aval d'un barrage de classe A. À ce titre elle est susceptible d’être touchée par l’onde de submersion consécutive à la rupture de cet ouvrage.

#### Risque particulier
Dans plusieurs parties du territoire national, le radon, accumulé dans certains logements ou autres locaux, peut constituer une source significative d’exposition de la population aux rayonnements ionisants. Certaines communes du département sont concernées par le risque radon à un niveau plus ou moins élevé. Selon la classification de 2018, la commune de Vabre est classée en zone 3, à savoir zone à potentiel radon significatif.

## Toponymie
Attestée sous la forme Vabro  en 1358[réf. incomplète].

## Histoire
Ce village de montagne est marqué par deux grands épisodes de l'histoire :
- le protestantisme ;
- la Résistance pendant la Seconde Guerre mondiale.

### Protestantisme
Vabre adhéra très tôt aux idées de la Réforme, devenant un territoire protestant des Monts de Lacaune.
À ce titre la ville eut à subir les persécutions, condamnations aux galères et mises à mort menées par l'Intendant du Languedoc pour faits d'assemblée et autres pratiques de la religion prétendument réformée, jusqu'aux dragonnades après la révocation de l’Édit de Nantes.

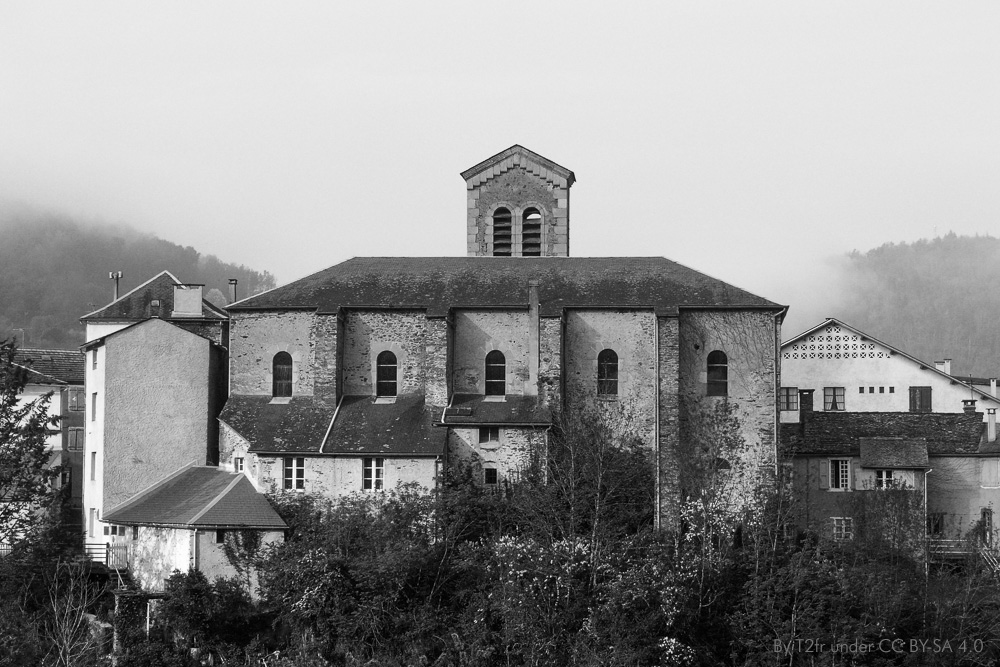
Temple protestant de Vabre

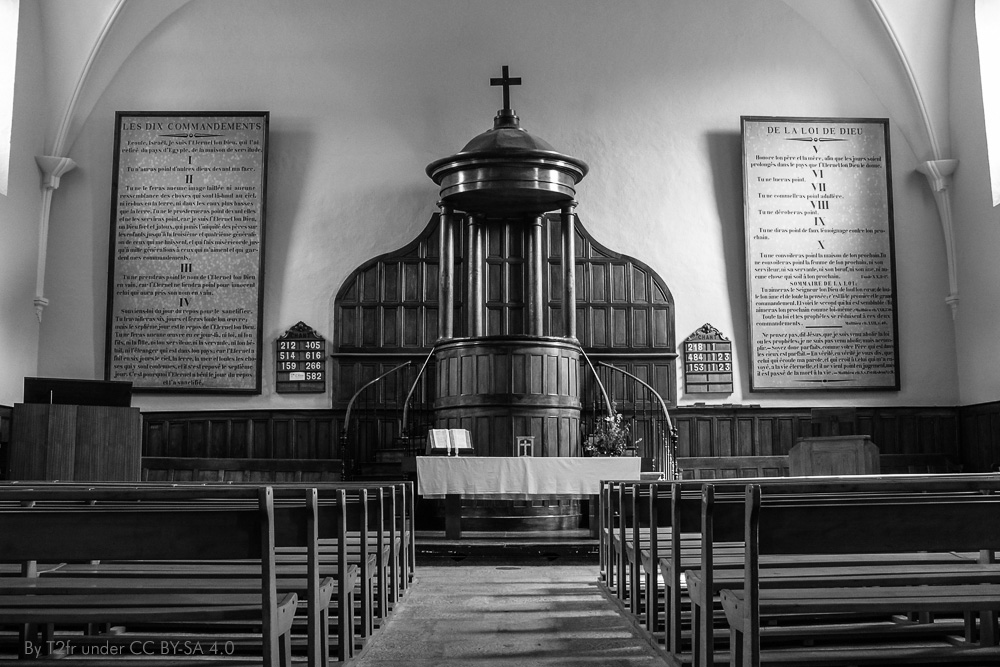
Intérieur du temple de Vabre.

En 1801, les protestants de Vabre construisent sur l'emplacement de l'ancien château, le temple protestant de Vabre

### Résistance
Vabre et les alentours, au travers des relations commerciales engendrées par l'activité textile, et du fait de la topologie protectrice des lieux, sont rapidement devenus une zone de refuge pendant la Seconde Guerre mondiale. La population, fortement protestante et marquée par sa propre histoire, accueillera et protégera les réfugiés, notamment les réfugiés juifs qui rejoindront la Résistance organisée. Le 30 octobre 2015, la commune de Vabre a été intégrée au réseau « Villes et Villages des Justes de France » par le Comité français du mémorial Yad Vashem ; deux de ses habitants, dont le pasteur protestant, Robert Cook, avaient déjà été reconnus « justes parmi les nations » à titre individuel par l'institut Yad Vashem de Jérusalem,.
Le service du travail obligatoire (STO), instauré par le gouvernement de Vichy en février 1943, marquera l'arrivée d'une vague de réfugiés désireux de se soustraire à cette obligation.
La Résistance s'organisera autour de Guy de Rouville (alias Pol Roux), Vabrais, qui prendra la responsabilité du secteur 10 des Corps Francs de la Libération (CFL), de Pierre Dunoyer de Segonzac (alias Hugues), venu de l'École des cadres d'Uriage, qui prendra en juillet 1944 la responsabilité de la zone A du Tarn, et de Maurice Redon (alias Durenque), responsable départemental des Forces françaises de l'intérieur (FFI).
450 résistants seront inscrits, formés et armés (autant que les moyens le permettaient) et organisés en trois compagnies, dans l'objectif du débarquement allié du 6 juin 1944.
Les maquis de Vabre accueilleront et protégeront le poste de commandement du délégué militaire régional de la région 4 (10 départements, Toulouse), situé à Bourion.
Ils participeront notamment à la libération de Castres, faisant 4 500 prisonniers allemands.
Le « petit train » des Chemins de fer départementaux du Tarn, reliant Vabre à Castres d'un côté, Lacaune de l'autre, joua un rôle important pour la Résistance locale, tant pour l'acheminement de personnes, de denrées alimentaires, que pour les communications téléphoniques clandestines passées par un réseau filaire suivant la voie ferrée.

### Héraldique
| Blason de Vabre | Blason  | D'or, à un glaive et une colombe essorante contournée tenant un rameau dans son bec et brochant sur le glaive, le tout au naturel, au chef d'azur chargé de trois fleurs de lys du champ. |
| Blason de Vabre | Détails | Le statut officiel du blason reste à déterminer. |
| Blason de Vabre | Alias   | De gueules aux deux pals d'or, au chef du même. Blason de 1696 |

## Démographie
| 1793  | 1800  | 1806  | 1821  | 1831  | 1836  | 1841  | 1846  | 1851  |
| ----- | ----- | ----- | ----- | ----- | ----- | ----- | ----- | ----- |
| 1 680 | 1 776 | 1 960 | 2 004 | 2 274 | 2 432 | 2 529 | 2 583 | 2 726 |

| 1856  | 1861  | 1866  | 1872  | 1876  | 1881  | 1886  | 1891  | 1896  |
| ----- | ----- | ----- | ----- | ----- | ----- | ----- | ----- | ----- |
| 2 452 | 2 436 | 2 490 | 2 450 | 2 580 | 2 629 | 2 642 | 2 536 | 2 509 |

| 1901  | 1906  | 1911  | 1921  | 1926  | 1931  | 1936  | 1946  | 1954  |
| ----- | ----- | ----- | ----- | ----- | ----- | ----- | ----- | ----- |
| 2 220 | 2 466 | 2 086 | 1 905 | 1 909 | 1 773 | 1 808 | 1 584 | 1 508 |

| 1962  | 1968  | 1975  | 1982  | 1990 | 1999 | 2004 | 2006 | 2009 |
| ----- | ----- | ----- | ----- | ---- | ---- | ---- | ---- | ---- |
| 1 415 | 1 285 | 1 119 | 1 062 | 927  | 810  | 833  | 832  | 812  |

| 2014 | 2019 | 2022 | - | - | - | - | - | - |
| ---- | ---- | ---- | - | - | - | - | - | - |
| 801  | 738  | 716  | - | - | - | - | - | - |

## Économie

### Revenus
En 2018, la commune compte 362 ménages fiscaux, regroupant 715 personnes. La médiane du revenu disponible par unité de consommation est de 18 110 € (20 400 € dans le département).

### Emploi
|                | 2008   | 2013   | 2018  |
| -------------- | ------ | ------ | ----- |
| Commune        | 11,1 % | 10,3 % | 7,6 % |
| Département    | 8,2 %  | 9,9 %  | 10 %  |
| France entière | 8,3 %  | 10 %   | 10 %  |

En 2018, la population âgée de 15 à 64 ans s'élève à 403 personnes, parmi lesquelles on compte 71,5 % d'actifs (63,9 % ayant un emploi et 7,6 % de chômeurs) et 28,5 % d'inactifs,. En  2018, le taux de chômage communal (au sens du recensement) des 15-64 ans est inférieur à celui de la France et du département, alors qu'en 2008 la situation était inverse.
La commune est hors attraction des villes,. Elle compte 195 emplois en 2018, contre 233 en 2013 et 240 en 2008. Le nombre d'actifs ayant un emploi résidant dans la commune est de 263, soit un indicateur de concentration d'emploi de 74,2 % et un taux d'activité parmi les 15 ans ou plus de 43,8 %.
Sur ces 263 actifs de 15 ans ou plus ayant un emploi, 123 travaillent dans la commune, soit 47 % des habitants. Pour se rendre au travail, 76,7 % des habitants utilisent un véhicule personnel ou de fonction à quatre roues, 0,8 % les transports en commun, 14,8 % s'y rendent en deux-roues, à vélo ou à pied et 7,8 % n'ont pas besoin de transport (travail au domicile).

### Activités hors agriculture

#### Secteurs d'activités
71 établissements sont implantés  à Vabre au 31 décembre 2019. Le tableau ci-dessous en détaille le nombre par secteur d'activité et compare les ratios avec ceux du département,.
| Secteur d'activité                                                                                        | Commune | Commune | Département |
| Secteur d'activité                                                                                        | Nombre  | %       | %           |
| --- | ------- | ------- | ----------- |
| Ensemble                                                                                                  | 71      | 100 %   | (100 %)     |
| Industrie manufacturière, industries extractives et autres                                                | 14      | 19,7 %  | (13 %)      |
| Construction                                                                                              | 7       | 9,9 %   | (12,5 %)    |
| Commerce de gros et de détail, transports, hébergement et restauration                                    | 21      | 29,6 %  | (26,7 %)    |
| Information et communication                                                                              | 1       | 1,4 %   | (2,1 %)     |
| Activités financières et d'assurance                                                                      | 1       | 1,4 %   | (3,3 %)     |
| Activités immobilières                                                                                    | 1       | 1,4 %   | (4,2 %)     |
| Activités spécialisées, scientifiques et techniques et activités de services administratifs et de soutien | 8       | 11,3 %  | (13,8 %)    |
| Administration publique, enseignement, santé humaine et action sociale                                    | 14      | 19,7 %  | (15,5 %)    |
| Autres activités de services                                                                              | 4       | 5,6 %   | (9 %)       |

Le secteur du commerce de gros et de détail, des transports, de l'hébergement et de la restauration est prépondérant sur la commune puisqu'il représente 29,6 % du nombre total d'établissements de la commune (21 sur les 71 entreprises implantées  à Vabre), contre 26,7 % au niveau départemental.

#### Entreprises et commerces
Les cinq entreprises ayant leur siège social sur le territoire communal qui génèrent le plus de chiffre d'affaires en 2020 sont : 
- Soc Lacaunaise Construct Et TP, travaux de maçonnerie générale et gros œuvre de bâtiment (2 201 k€)
- Les Ateliers De Vabre-Granit - Avg, taille, façonnage et finissage de pierres (748 k€)
- SARL Roux, taille, façonnage et finissage de pierres (236 k€)
- Viala Construction, construction de maisons individuelles (176 k€)
- Dimogranit, autres intermédiaires du commerce en produits divers (75 k€)

Deux secteurs économiques ont particulièrement marqué Vabre dans son histoire : l'exploitation du granit, avec la proximité du Sidobre, et l'activité liée au textile. Si aujourd'hui, le granit fait encore l'objet d'une activité économique, l'industrie textile a complètement disparu, depuis la fermeture de la dernière usine, Faure et Claron, en 1989, à la suite de la crise qui a touché ce secteur en France depuis les années 1970.

### Agriculture
La commune est dans les Monts de Lacaune, une petite région agricole située dans le sud-est du département du Tarn. Entre bocages et forêt, cette zone est dédiée à l’élevage de ruminants de races à viande ou laitières. Sur les plus hauts plateaux, de nombreux élevages de brebis laitières produisent le lait destiné à la fabrication du roquefort. En 2020, l'orientation technico-économique de l'agriculture  sur la commune est l'élevage d'ovins ou de caprins. 
|               | 1988  | 2000 | 2010 | 2020 |
| ------------- | ----- | ---- | ---- | ---- |
| Exploitations | 44    | 30   | 24   | 12   |
| SAU (ha)      | 1 135 | 981  | 875  | 623  |

Le nombre d'exploitations agricoles en activité et ayant leur siège dans la commune est passé de 44 lors du recensement agricole de 1988  à 30 en 2000 puis à 24 en 2010 et enfin à 12 en 2020, soit une baisse de 73 % en 32 ans. Le même mouvement est observé à l'échelle du département qui a perdu pendant cette période 58 % de ses exploitations,. La surface agricole utilisée sur la commune a également diminué, passant de 1 135 ha en 1988 à 623 ha en 2020. Parallèlement la surface agricole utilisée moyenne par exploitation a augmenté, passant de 26 à 52 ha.

### Commerces
- Boucherie charcuterie traiteur "Chez Laurent"
- Café Courrech
- Commerce multi-services (librairie, papeterie, pêche, presse, etc.)
- Épicerie générale "Au marché Vabrais"
- Pharmacie
- Pisciculture
- Restaurant "Le Grillon de l'Horloge"
- Supérette

## Culture locale et patrimoine

### Lieux et monuments

#### À Vabre
- Le beffroi-porte de la ville, reste de l'enceinte (monument inscrit).
- Des maisons à pans de bois (6, 8, 10 rue Vieille).
- Église Sainte-Anne de Vabre, du milieu du XIXe siècle.
- Temple protestant de Vabre, du début du XIXe siècle. L'édifice a été inscrit au titre des monuments historiques en 2015[59].
- Temple protestant évangélique.

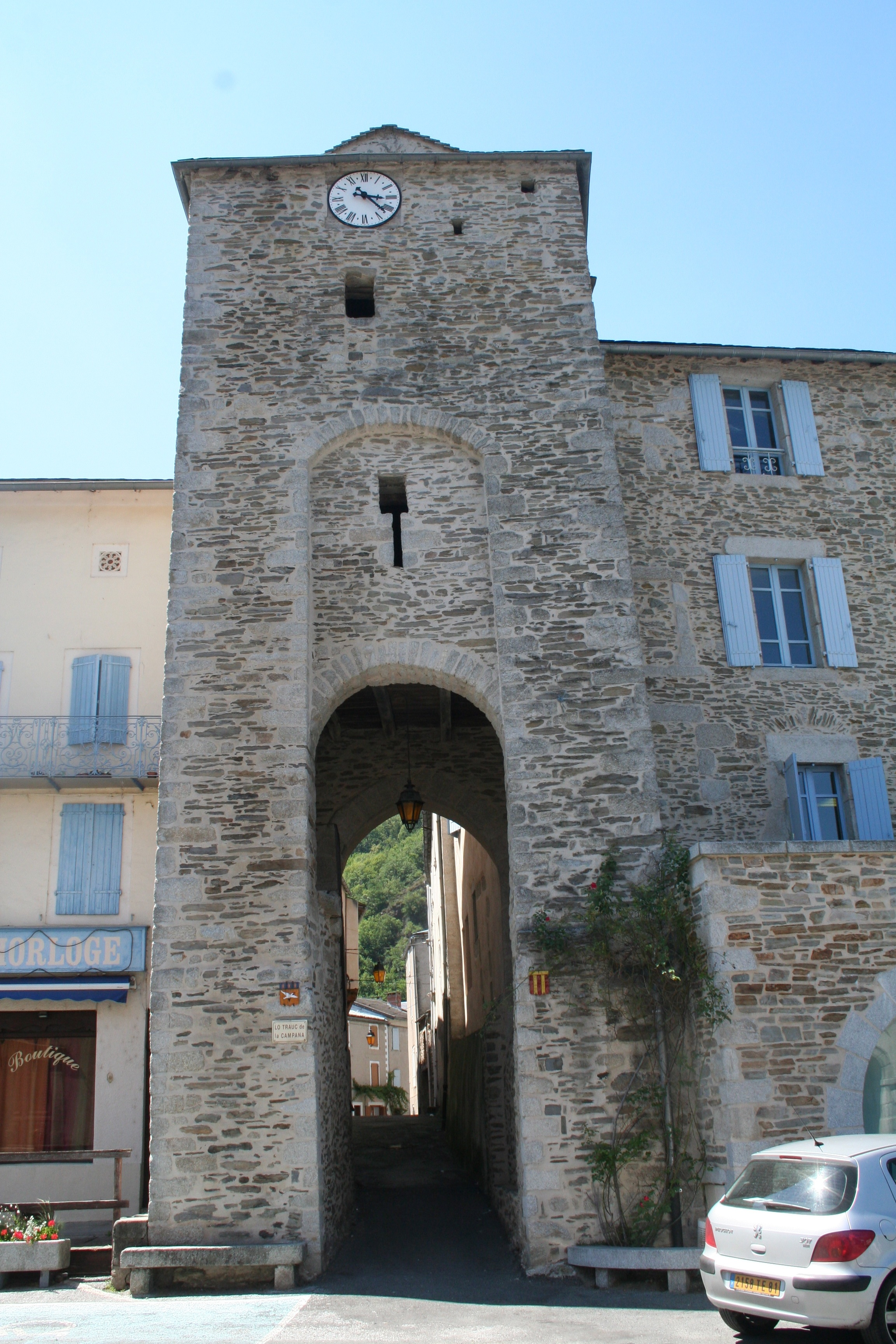
Beffroi.
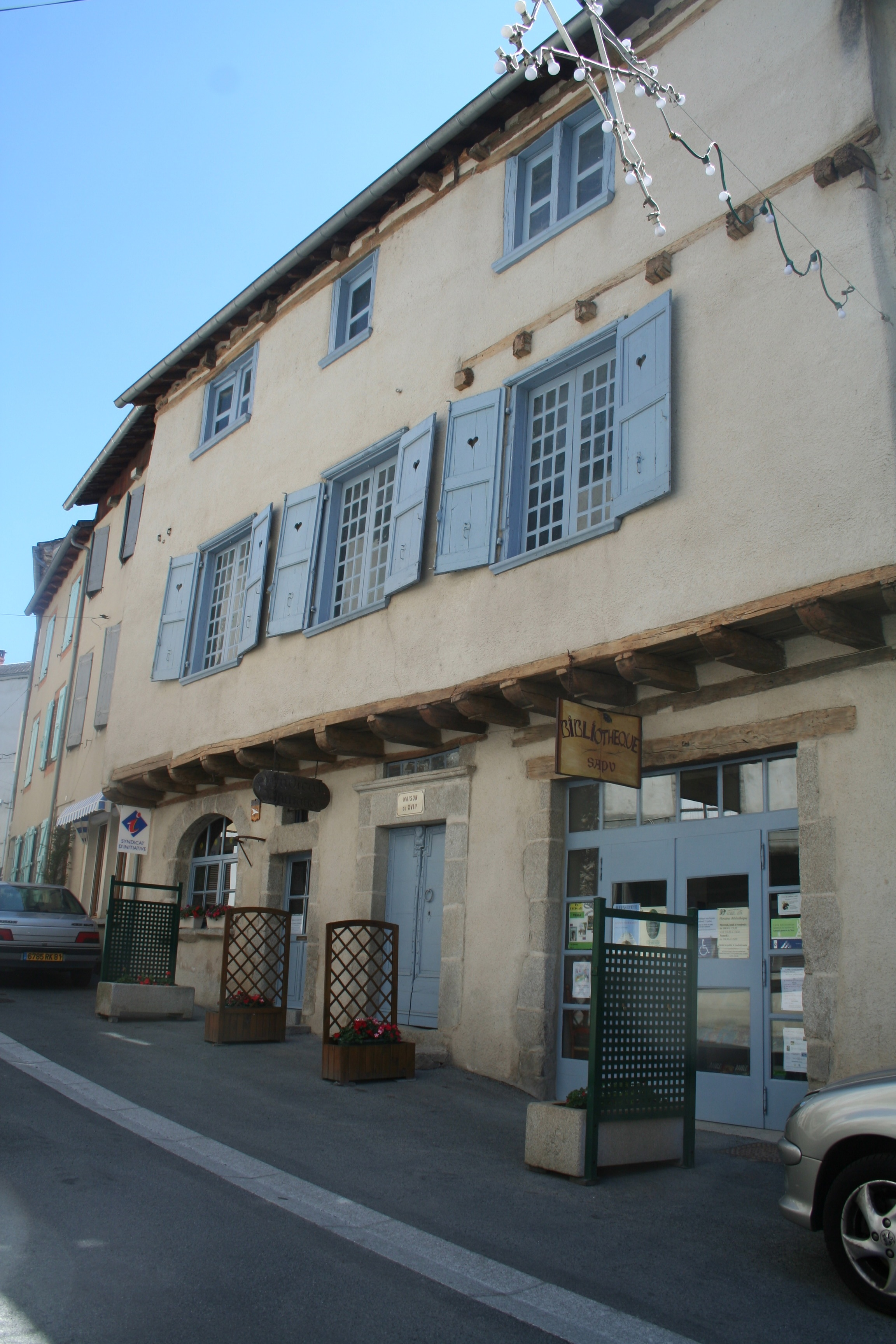
Maisons à pans de bois.
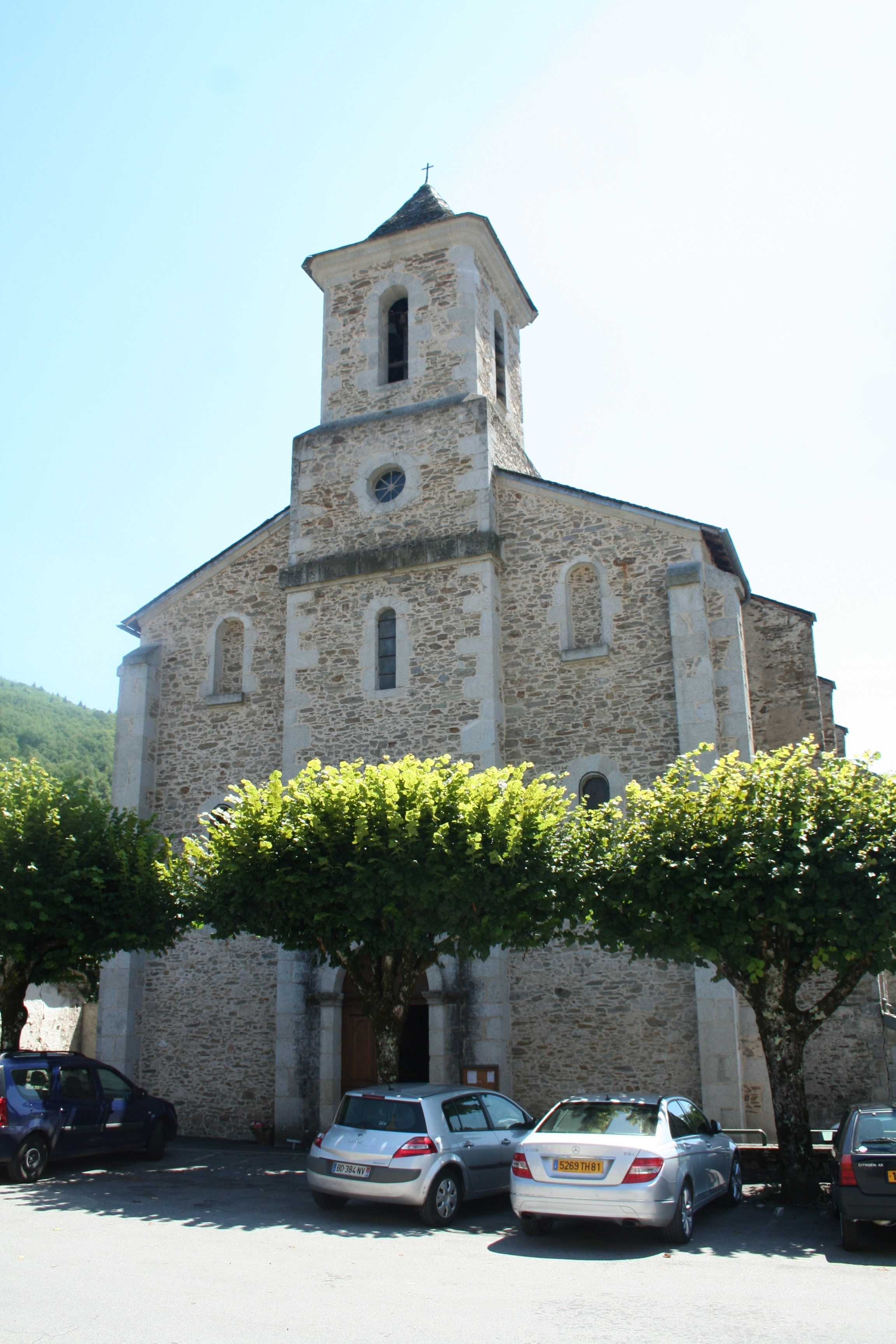
Église.
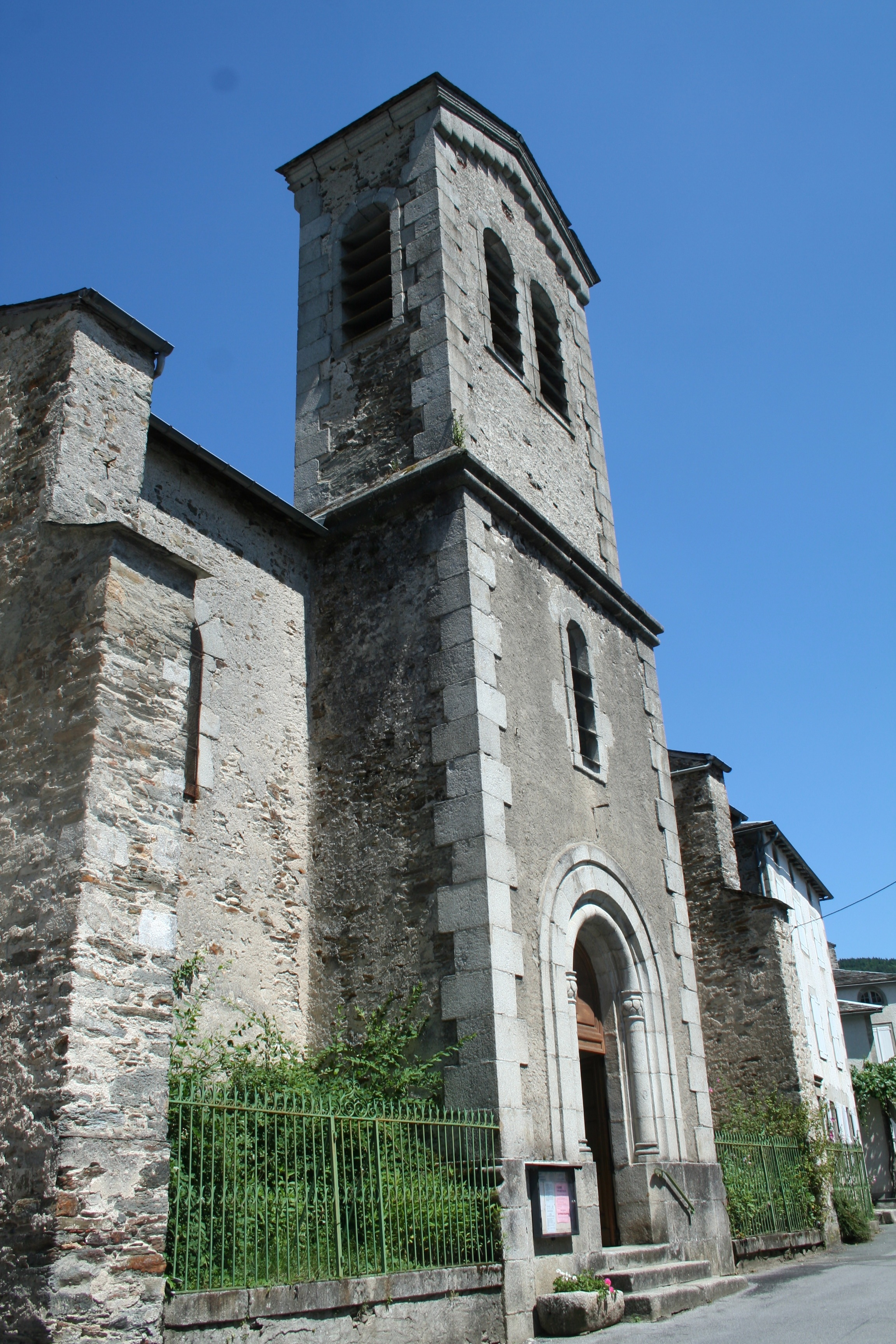
Temple protestant de 1801.
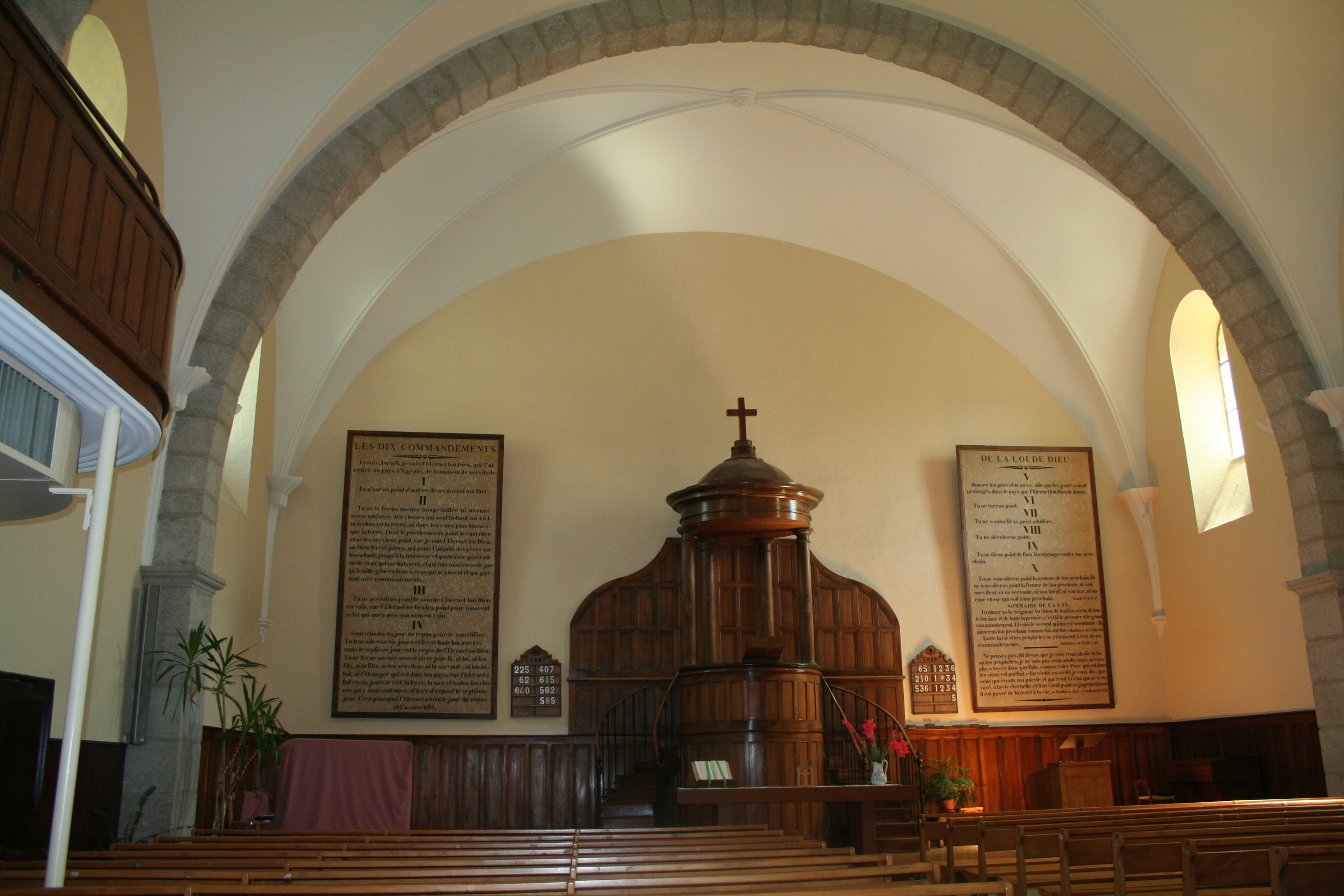
Intérieur du temple.
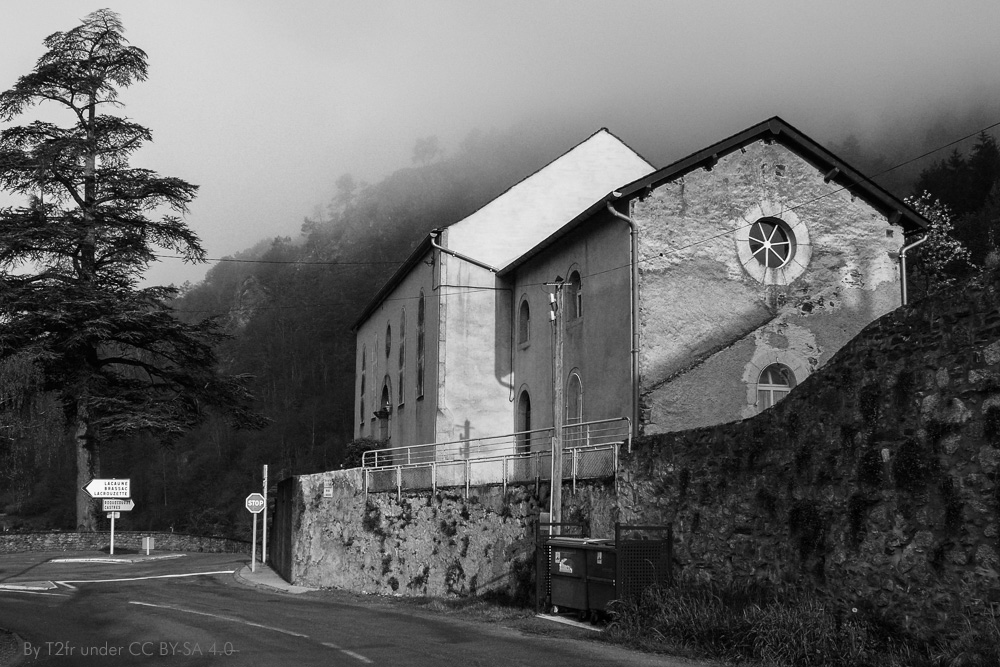
Temple évangélique.

#### À proximité
- Musée du protestantisme en Haut-Languedoc, à Ferrières.
- Parc naturel régional du Haut-Languedoc, dont Vabre fait partie.
- Le Sidobre, au sud de Vabre, zone granitique où l'érosion a laissé des constructions granitiques remarquables.

### Personnalités liées à la commune
- Célina Marc, (Maria Anna Célina MARC), (1839-1925), est une poétesse célèbre dans la région. Une des rues porte son nom.
- Le pasteur et théologien Jean Cadier (1898-1981), y est né.
- Le pasteur Robert Cook (1907-2003), Juste parmi les Nations[60], y a exercé[61].
- Le pasteur Daniel Sens (1913 - 2005), Juste parmi les Nations[62], y séjourna pendant la 2e guerre mondiale.
- Guy de Rouville, (1915-2017), y a vécu et y est inhumé.
- Simone Iff, (1924-2014), militante française du droit à l'avortement y est née.
- Michel Cals, (1951-), écrivain y a vécu.
- Henry de Rouville, (1955-1988), contreténor, y a vécu et y est inhumé.
- Danielle MAILHE (1951-) Sous-Préfète honoraire,

## Vie pratique
- Commerces locaux
- Station service

### Service public
- Gendarmerie Nationale
- Point d'accueil touristique

### Culture
- Médiathèque
- Société des Amis du Pays Vabrais (SAPV)
- Espace Pol Roux

### Cultes
- Temple protestant de Vabre, de l'Eglise protestante Unie[63].

### Activités sportives
- Sidobre Montagne XV (Club de rugby)
- Circuits de randonnée
- Piscine et tennis municipaux

## Pour approfondir